# HD138758
HD138758 — хімічно пекулярна зоря спектрального класу B9, що має видиму зоряну величину в смузі V приблизно  7,9.
Вона  розташована на відстані близько 776,6 світлових років від Сонця.

## Пекулярний хімічний склад
Зоряна атмосфера HD138758 має підвищений вміст 
Si
.